# Kombocht
Een kombocht is een bocht in een race-circuit met een zeer grote verkanting. 
Door een bocht te verkanten wordt voorkomen dat voertuigen uit de bocht vliegen. Dit gebeurt in feite bij alle auto- en autosnelwegen. In de Verenigde Staten zijn veel auto-circuits die uitsluitend uit rechte stukken en kombochten bestaan. Hierdoor hoeven coureurs het gas in het geheel niet meer los te laten om een bocht te nemen. In Europa komen deze circuits weinig voor. Voorbeelden zijn: Monza en Brooklands, beide niet meer in gebruik, de Nürburgring en Circuit Park Zandvoort, waarin kombochten zijn aangebracht.
Voertuigen die in kombochten door de bocht gaan worden hard op de weg gedrukt. Veersystemen moeten hieraan worden aangepast, maar ook de bestuurder kan problemen ondervinden van de grote krachten die optreden. Zo wordt bij autocoureurs het bloed naar de benen gedrukt, waardoor fysieke problemen ontstaan. 
Sommige autofabrieken hebben testbanen waarin kombochten liggen, omdat men op die manier topsnelheden kan bereiken die met normale bochten niet mogelijk zijn.
De meest extreme kombocht is een steile wand.